# Syllectra mirandalis
Syllectra mirandalis är en fjärilsart som beskrevs av Jacob Hübner 1806. Syllectra mirandalis ingår i släktet Syllectra och familjen nattflyn. Inga underarter finns listade i Catalogue of Life.